# 第19回ニューヨーク映画批評家オンライン賞
19th NYFCO Awards

2019年12月7日

作品賞: 

パラサイト 半地下の家族
第19回ニューヨーク映画批評家オンライン賞（だい19かいニューヨークえいがひひょうかオンラインしょう）は2019年の映画を対象としており、2019年12月7日に発表された。

## 受賞一覧

### 作品賞トップ10
※1位以外は原題のアルファベット順
- 1位 ― 『パラサイト 半地下の家族』
  - 『1917 命をかけた伝令』
  - 『フェアウェル』
  - 『ハスラーズ』
  - 『アイリッシュマン』
  - 『ジョジョ・ラビット』
  - 『ジョーカー』
  - 『マリッジ・ストーリー』
  - 『ワンス・アポン・ア・タイム・イン・ハリウッド』
  - 『2人のローマ教皇』

### 監督賞
- ポン・ジュノ - 『パラサイト 半地下の家族』

### 主演男優賞
- ホアキン・フェニックス - 『ジョーカー』

### 主演女優賞
- ルピタ・ニョンゴ - 『アス』

### 助演男優賞
- ジョー・ペシ - 『アイリッシュマン』

### 助演女優賞
- ローラ・ダーン - 『マリッジ・ストーリー』

### アンサンブル演技賞
- 『ナイブズ・アウト/名探偵と刃の館の秘密』

### 脚本賞
- ポン・ジュノ、ハン・ジンウォン - 『パラサイト 半地下の家族』

### ブレイクスルー演技賞
- ケルヴィン・ハリソン・Jr - 『ルース・エドガー』、『WAVES/ウェイブス』

### 新人監督賞
- リラ・アヴィレス - 『The Chambermaid』

### 撮影賞
- ロジャー・ディーキンス - 『1917 命をかけた伝令』

### 音楽賞
- 『ロケットマン』

### アニメ映画賞
- 『失くした体』

### 外国語映画賞
- 『燃ゆる女の肖像』 フランス

### ドキュメンタリー映画賞
- 『アポロ11 完全版』